# Makemo
Makemo is een bestuurlijke entiteit (gemeente) van 12 eilanden binnen de veel grotere eilandengroep van de Tuamotuarchipel in Frans-Polynesië. Makemo is tevens de naam van het belangrijkste eiland van dit geheel. Dit eiland is, net als de 11 andere eilanden, een atol.

## Het eiland

### Geografie
Makemo ligt 564 km ten oosten van Tahiti. Het is een atol met een lengte van 69 km en een breedte van 16,5 km. Het landoppervlak bedraagt 56 km². Het wateroppervlak van de lagune is 603 km². Het atol is een koraalrif dat zich vormde rond de top van een vulkaan die ongeveer 45 miljoen jaar geleden is ontstaan.

### Geschiedenis
De eerste Europeaan die melding maakt van het eiland is de ontdekkingsreiziger Pedro Fernández de Quirós in 1606. Hij noemde het eiland Conversion de Saint-Paul.
In de negentiende eeuw werd het eiland Frans territoriaal bezit. Er woonde toen ongeveer 400 mensen. In 1852 kwamen de missionarissen en werd er een parochie gesticht en in 1870 werd er een kerk gebouwd.
Traditioneel leefde de bevolking van het maken van kopra, de vangst van vis en zeekomkommer en de kweek van pareloesters (Pinctada). Verder is het een centrum met onderwijsvoorzieningen voor een groot aantal eilanden van de archipel.

## Centre d'expérimentation du Pacifique
Tussen 1960 en 2000 bevond zich op het eiland een onderzoekcentrum van de Franse krijgsmacht, dat eufemistisch het Centre d'expérimentation du Pacifique werd genoemd. Het was betrokken bij het doen van proeven met de Franse kernwapens. Hiervoor werd op het eiland een militaire infrastructuur opgebouwd met onder andere een luchthaven. Deze infrastructuur zal geleidelijk worden afgebroken. In 2009 is daarmee begonnen. Omdat het onderzoekcentrum een belangrijke werkgever was, worden nu op het eiland naarstig pogingen ondernomen om voor de bevolking andere vormen van werkgelegenheid te scheppen, zoals het kweken van vis en toerisme. Verder wordt geïnvesteerd in het gebruik van zonnepanelen en een ontziltingsinstallatie.

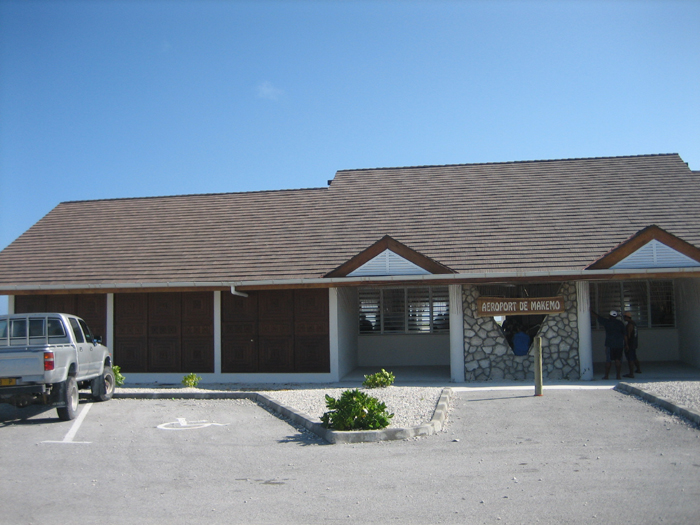
Luchthaven van Makemo
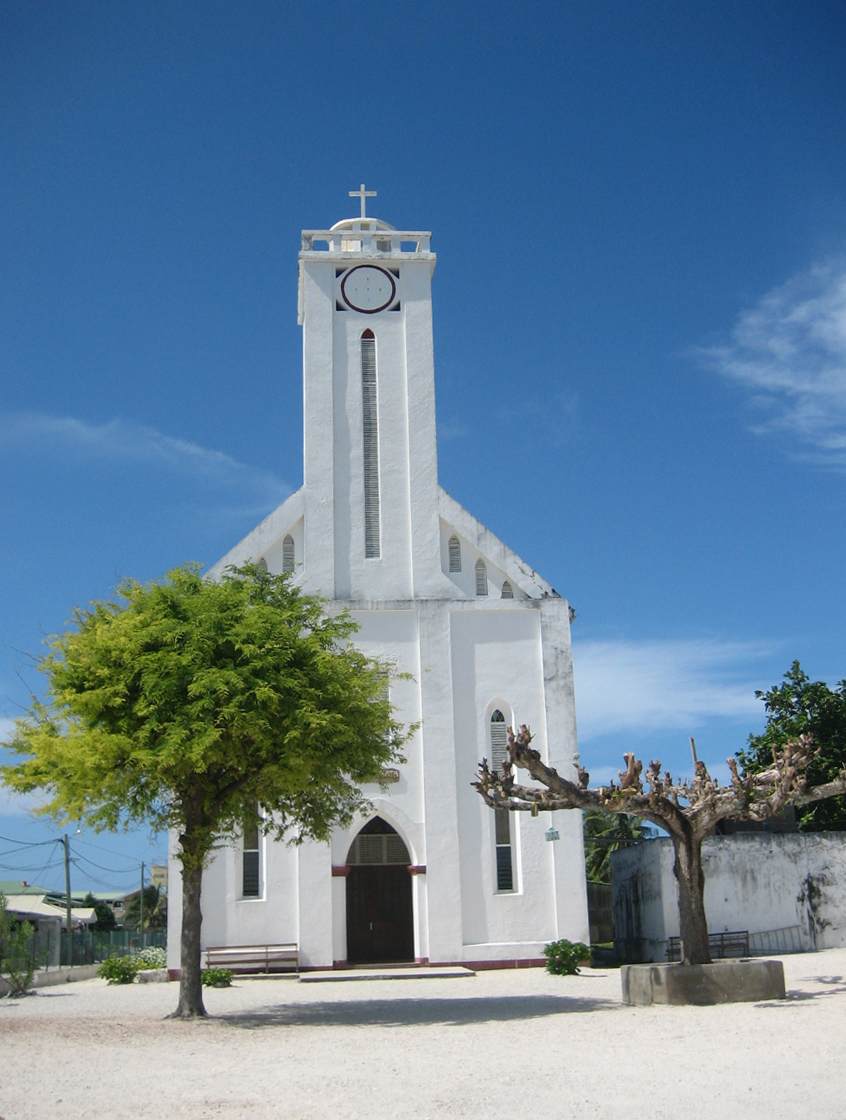
De Saint-Joseph kerk in Pouheva.

## Ecologie
Er komen 41 vogelsoorten voor met 8 vogelsoorten van de Rode Lijst van de IUCN waaronder de met uitsterven bedreigde Tahitiaanse patrijsduif (Alopecoenas erythropterus) en de hendersonstormvogel (Pterodroma atrata).

## De gemeente Makemo
De gemeente Makemo is samengesteld uit 12 atollen, waarvan de acht belangrijkste zijn (inwoneraantallen uit 2017):
- Makemo 825 inwoners
- Haraiki (niet permanent bewoond)
- Marutea Nord (niet permanent bewoond)
- Katiu (commune associée, 240 inwoners)
- Raroia (commune associée, 326 inwoners)
- Takume (commune associée, 152 inwoners)
- Taenga (commune associée, 117 inwoners)
- Nihiru (niet permanent bewoond)

en drie onbewoonde eilanden (Îles Raevski):
- Tuanake
- Hiti
- Tepoto Sud